# Радиотелецентр РТРС в Республике Коми
Радиотелевизионный передающий центр Республики Коми (филиал РТРС «РТПЦ Республики Коми») — подразделение Российской телевизионной и радиовещательной сети, основной оператор эфирного цифрового и аналогового телевизионного и радиовещания в Республике Коми, единственный исполнитель мероприятий по строительству цифровой эфирной телесети в Республике Коми в соответствии с федеральной целевой программой «Развитие телерадиовещания в Российской Федерации на 2009—2018 годы».
Филиал обеспечивает 97,15 % населения Республики Коми 20-ю цифровыми эфирными телеканалами и тремя радиостанциями. Эфирную трансляцию в регионе обеспечивают 87 радиотелевизионных станций. До перехода на цифровое эфирное телевидение в районах Республики Коми можно было принимать в среднем пять аналоговых программ.

## История

### 1920-1940-е годы
В 1921 году в Усть-Сысольске (ныне Сыктывкар) была построена первая радиотелеграфная станция в Республике Коми. Станция использовалась для запуска связи между Усть-Сысольском и Москвой. В коллективе станции имелись всего одни наушники.
В 1922 году были построены и введены в эксплуатацию радиотелеграфные станции в Ижме и Кослане. Работникам радиотелеграфа удалось послушать первый концерт, передаваемый с московской радиостанции.
В 1923 году в Усть-Сысольске появилась первая искровая приёмо-передающая радиотелеграфная станция высокой мощности. На ней использовался искровой передатчик мощностью 0,5 кВт. Радиотелеграф принимал циркулярные письма из Москвы, сообщения ТАСС и РОСТА. Также станцию использовали для связи с Кировом, Архангельском и районами Республики Коми, не имевшими телефонной связи.
В 1925 году радиолюбители получили первый одноламповый радиоприёмник ЛП-2 и организовали коллективное прослушивание радиопередачи (концерта) из Москвы.
Отделение «Общества друзей радио» Усть-Сысольска в 1927 году открыло первую в городе радиотрансляционную станцию, которая обслуживала 62 радиоточки. Приёмно-передающую радиостанцию города переоборудовали в широковещательную. Появилась возможность слушать радио в учреждениях и из уличных громкоговорителей. В 1928 году смонтирован первый автономный радиоузел в Коми. Радиоузел обслуживал около 100 радиоточек.
В 1930 году в Усть-Выме появился первый в Коми радиоузел в сельской местности на 50 радиоточек.
К 10-летию республики в 1931 году в Сыктывкаре в соответствии с постановлением ВЦИК СССР начато строительство первой широковещательной радиостанции РВ-41 типа «Малый Коминтерн» с мощностью 1,5 кВт. Оборудование для станции было доставлено из Великого Устюга. 16 октября этого же года впервые состоялся профессиональный сеанс радиосвязи Сыктывкара с Москвой, а уже 25 октября появилась возможность регулярно выпускать радиопередачи сыктывкарских радиогазет.
В 1933 создан Комитет по радиовещанию, который начал плановую радиофикацию республики.
В годы Великой Отечественной войны на местном радио в основном озвучивались сводки Совинформбюро на языке коми. В 1943 году в Сыктывкаре в эксплуатацию была введена новая радиостанция мощностью 10 кВт, а в 1944 году передатчик РВД-10 начал работать на всю республику. В 50-е годы передатчик усилили до 15 кВт.

### 1950-1980-е годы
13 июля 1957 года Комитет радиовещания преобразован в Комитет по радиовещанию и телевидению при Совете Министров Коми АССР. Началось строительство первого телецентра в Воркуте.
Летом 1958 года в Воркуте местные инженеры взялись за строительство 150-метровой башни телецентра, а уже 26 декабря воркутинцы увидели впервые эфир местной программы. В Сыктывкаре был установлен передатчик КВ-5 для связи с Москвой и Архангельском.
8 марта 1960 года в Ухте состоялся пробный показ телевизионной передачи. Монтажом аппаратуры занималась специальная группа, прибывшая из Томского политехнического института.
С 26 июля 1960 года телевизионное вещание в Коми официально стало регулярным. Изначально телепередачи транслировались три раза в неделю, позднее их стали показывать ежедневно. Начинается развитие сети любительских радиостанций.
В 1963 году в Сыктывкаре был установлен телевизионный передатчик «Якорь» мощностью 5 кВт со 180-метровой телевизионной башней. 29 мая 1964 он введён в эксплуатацию, что позволило жителям в радиусе 60 км от города смотреть кинофильмы, а также передачи Сыктывкарской студии телевидения.
С 1964 по 1966 годы ведется строительство нового радиоцентра ПС-3 в 20 км от Сыктывкара.
В начале 1967 года на новом радиоцентре ПС-3 была введена в эксплуатацию мощная радиовещательная станция ДСВ-150 («Иней»). Жители практически всей территории республики получили возможность слушать Первую программу Всесоюзного радио.
2 ноября 1967 года телецентр ввёл в действие систему связи «Орбита» в Воркуте и Сыктывкаре, что позволило показывать программы Центрального телевидения (ЦТ).
1 апреля 1969 года в структуре Комитета по радиовещанию и телевидению были созданы и начали работу Сыктывкарский, Ухтинский и Воркутинский радиотелецентры (РТЦ).
В 1971 году в Ухте началась трансляция Первой программы ЦТ и передач из Сыктывкара. Телезрители всей республики получили возможность принимать телепередачи из Москвы в цветном изображении.
В 1972 году в Печоре и Инте началось использование мачт высотой 239 и 225 метров и телевизионных передатчиков «ЗОНА» и «Якорь» соответственно для трансляции телепередач ЦТ. В том же году в Воркуте телевизионный передатчик «МТР-2/1» был заменён на «Якорь», что помогло увеличить зону охвата телевещания до 76 %.
Летом 1973 года после введения в эксплуатацию передатчика «Зона» в Воркуте началось вещание уже двух телепрограмм.
В 1974 году было организовано телевизионное вещание в Троицко-Печорском районе.
В 1975 году Радиотелецентр Республики Коми завершил строительство новых технических зданий и антенно-мачтового сооружения в Усогорске, жители посёлка получили в пользование чехословацкие телевизионные передатчики типа «Зона».
В 1976 году построена радиорелейная линия и мощная радиотелевизионная станция в Усогорске.
В 1978 году в Ухте был установлен передатчик «Зона-2» для вещания Второй программы ЦТ, а в 1979 году такой же установили в Печоре. В том же году в Вуктыле завершилось строительство 198-метрового антенно-мачтового сооружения (АМС) и технического здания, позднее введён в эксплуатацию передатчик «Зона».
В 1979 году в селе Усть-Кулом был введён в эксплуатацию передатчик «Зона-2» после строительства 225-метрового АМС и технического здания. После установки таких передатчиков в 1982 году в Усть-Цильме передавали Первую программу ЦТ, а в Инте началась трансляция Второй программы.
В начале 1980-х годов во многих населенных пунктах республики (Вуктыл, Усть-Кулом, Койгородок, Усогорск, Троицко-Печорск) началась трансляция Второй программы ЦТ.
В январе 1986 года Сыктывкарский, Ухтинский и Воркутинский РТЦ были объединены в Республиканский радиотелевизионный передающий центр.

### 1990-2000-е годы
3 января 1990 года в Сыктывкаре началась трансляция телепередач производственно-технического объединения «Третий канал».
В 1991 году на ПС-3 был установлен передатчик СРВ-10 для трансляции Третьей программы Всесоюзного радио «Радио Юность».
18 мая 1992 года Воркутинская студия телевидения, Сыктывкарский радиотелецентр, Государственный комитет Коми АССР по телевидению и радиовещанию и Воркутинский технический участок преобразованы в региональную структуру ВГТРК "Государственную телевизионную и радиовещательную компанию (ГТРК) «Коми гор» («Голос Коми»).
В 1993 году в Усогорске, Инте, Ухте, Печоре, Воркуте через спутниковый сигнал была организована трансляция телеканала НТВ. В 1995 году НТВ стали транслировать в Усть-Куломе, Усинске и Сыктывкаре. В 1990-е годы в Республике Коми появилось большое количество городских и районных телестудий.
В 1996 году началось радиовещание коммерческих радиостанций «Европа Плюс Коми» и «Русское Радио». 3 сентября этого же года глава Республики Коми Юрий Спиридонов подписал Указ «О создании государственного телевизионного канала Республики Коми» — телеканала «Юрган».
В августе 2001 года к 80-летию республики был создан «Коми республиканский телевизионный канал».
С 2001 года радиотелецентр Коми стал филиалом «Российской телевизионной и радиовещательной сети».
В 2005 году передатчики «Зона» были заменены на итальянские передатчики STV-35.
В 2009 году началось вещание «Пятого канала» в 10 городах и населенных пунктах Республики Коми.
В 2009—2010 годах в Сыктывкаре и в 11 населенных пунктах Республики Коми началось вещание телеканала «Россия К».

## Деятельность
В 2011—2018 годах филиал создал в Республике Коми сеть цифрового эфирного теле- и радиовещания в соответствии с федеральной целевой программой «Развитие телерадиовещания в Российской Федерации на 2009—2018 годы». 76 из 87 возведённых объектов сети были построены с нуля.
В марте 2014 года филиал РТРС начал тестовое вещание 10 телевизионных каналов первого мультиплекса с новых станций в 12 населенных пунктах: Куратово, Слудка, Микунь, Визинга, Летка, Объячево, Межег, Пыёлдино, Уркинская, Ношуль, Гам, Айкино..
В июле 2014 года в Сыктывкаре состоялся запуск первого мультиплекса, а в декабре — второго.
13 августа цифровое эфирное телевидение стало доступно для более чем 90 % населения региона.
26 декабря 2016 года правительство Республики Коми и РТРС подписали соглашение о сотрудничестве в области развития регионального теле- и радиовещания. 11 декабря 2017 года РТРС включил программы ГТРК "Коми Гор"в эфирную сетку каналов «Россия-1» и «Россия-24».
В декабре 2018 года в Республике Коми началось вещание второго мультиплекса. Доступ к цифровому телевидению получили 97,15 % жителей региона.
3 июня 2019 года Республика Коми отключила аналоговое вещание федеральных телеканалов и полностью перешла на цифровое телевидение.
29 ноября 2019 года филиал РТРС в Республике Коми начал трансляцию программ регионального канала «Юрган» в сетке телеканала ОТР.

## Организация вещания
РТРС транслирует в Республике Коми:
- 20 телеканалов и три радиостанции в цифровом формате;
- один телеканал и шесть радиостанций в аналоговом формате.

Инфраструктура эфирного телерадиовещания филиала РТРС в Республике Коми включает:
- республиканский радиотелецентр;
- 11 производственных подразделений;
- центр формирования мультиплексов;
- 87 передающих станций;
- 89 антенно-мачтовых сооружений;
- 88 приемных земных спутниковых станций;
- 177 телевизионных цифровых передатчиков стандарта DVB-T2;
- 51 радиовещательный передатчик ОВЧ диапазона 87,5-108,0 МГц[46].

## Награды
В 2020 году филиал стал лауреатом конкурса «Лучшие товары и услуги Республики Коми». Радиотелецентр был награждён за предоставление услуг связи для цифрового эфирного наземного вещания телевизионных и радиоканалов в регионе.